# Омбре-д’Анжу
Омбре-д’Анжу (фр. Ombrée d'Anjou) — новая коммуна на западе Франции, регион Пеи-де-ла-Луар, департамент Мен и Луара, округ Сегре, кантон Сегре-ан-Анжу-Блё. Расположена в 60 км к северо-западу от Анже и в 65 км к юго-западу от Ренна и к северо-востоку от Нанта, в 39 км от национальной автомагистрали N162.
Население (2020) — 8 908 человек.

## История
Коммуна образована 15 декабря 2016 года путём слияния коммун:
- Вергон
- Грюже-л’Опиталь
- Комбре
- Ла-Превьер
- Ла-Шапель-Юллен
- Ле-Трамбле
- Ноэлле
- Пуансе
- Сен-Мишель-э-Шанво
- Шазе-Анри

Центром коммуны является Пуансе. От неё к новой коммуне перешли почтовый индекс и код INSEE. На картах в качестве координат Омбре-д’Анжу указываются координаты Пуансе.

## Достопримечательности
- Шато Пуансе XIII-XV веков
- Фрагменты средневековых укреплений в Пуансе
- Шато Трессе 1845-1848 годов в стиле неоклассицизм
- Церковь Святого Альбина в Пуансе – первая церковь в городе, реконструированная в XIX веке
- Церковь Святого Иоанна Крестителя 1860-х годов в стиле неоготика в Шазе-Анри
- Руины Шато Сен-Мишель в Сен-Мишель-э-Шанво
- Церковь Святого Луи 1857-1866 годов в Ле-Трамбле
- Менгир Пьерфрит

## Экономика
Структура занятости населения:
- сельское хозяйство — 10,5 %
- промышленность — 29,6 %
- строительство — 7,2 %
- торговля, транспорт и сфера услуг — 23,0 %
- государственные и муниципальные службы — 29,6 %

Уровень безработицы (2020) — 10,2 % (Франция в целом — 12,7 %, департамент Мен и Луара— 11,0 %). 

Среднегодовой доход на 1 человека, евро (2020) — 19 870 (Франция в целом — 22 400, департамент Мен и Луара — 21 790).

## Администрация
Пост мэра Омбре-д’Анжу с 2020 года занимает Пьеррик Эно (Pierrick Esnault). На муниципальных выборах 2020 года возглавляемый им независимый список победил в 1-м туре, получив 63,43 % голосов.
| Период | Период | Фамилия          | Партия        | Примечания                                                        |
| ------ | ------ | ---------------- | ------------- | ----------------------------------------------------------------- |
| 2016   | 2020   | Мари-Жо Амар     | Республиканцы | бывший мэр Сен-Мишель-э-Шанво, вице-президент Совета департамента |
| 2020   |        | Жан-Мари Кардоен | Разные правые | бывший мэр Пуансе                                                 |

## Галерея
- Шато Пуансе
- Шато Трессе
- Церковь Святого Альбина
- Церковь Святого Иоанна Крестителя
- Церковь Святого Луи
- Руины шато Сен-Мишель
- Менгир Пьерфрит